# Roger Brown (cestista 1942)
Roger William Brown (Brooklyn, 22 maggio 1942 – Indianapolis, 4 marzo 1997) è stato un cestista e allenatore di pallacanestro statunitense, professionista nella ABA.
È considerato uno dei più grandi giocatori di pallacanestro di sempre a non avere mai giocato in NBA..
Dal 2013 fa parte del Naismith Memorial Basketball Hall of Fame in qualità di giocatore.

## Carriera
Roger Brown assieme ad altri giocatori tra cui Tony Jackson, Doug Moe e Connie Hawkins (tutti nativi di Brooklyn) nel 1961 restarono coinvolti loro malgrado in un'inchiesta su scommesse e partite truccate in NCAA, facenti capo a Jack Molinas ex giocatore dei Fort Wayne Pistons e nonostante non ne fecero parte né furono incriminati vennero espulsi dalle rispettive università e vennero banditi a vita dalla possibilità di entrare in NBA.
Dopo essere stato espulso dall'Università di Dayton, Brown trovò lavoro alla Inland Manufacturing una società legata alla General Motors come operaio facendo i turni notturni, giocando contemporaneamente per una squadra non professionistica del campionato AAU cercando di qualificarsi per le Olimpiadi del 1964.
D'estate guidava fino a Cincinnati riuscendo ad allenarsi con alcuni dei giocatori dei Cincinnati Royals, tra cui Oscar Robertson, per poi tornare a Dayton e fare il turno di notte.
Dopo sei anni nel 1967 gli Indiana Pacers della neonata ABA, dietro consiglio di Oscar Robertson, gli proposero di giocare per loro, diventando così il primo giocatore messo sotto contratto per la squadra di Indianapolis..
Roger Brown, il "Rajah" come verrà soprannominato, nel ruolo di ala piccola fu uno dei giocatori più importanti della squadra più vincente della storia dell'ABA e della lega in assoluto, aveva un grande primo passo ed era fortissimo nell'uno contro uno e clutch nei momenti decisivi della partita e nei playoff.
Il 25 Febbraio 1969 contro i Denver Rockets realizzò 14 canestri consecutivi sui 14 tiri tentati, record di sempre in ABA in una partita, e 21 consecutivamente in tre partite, record che restarono imbattuti anche in seguito.
I Pacers allenati da Slick Leonard assieme a Bob Netolicky, Freddie Lewis, Mel Daniels e Bill Keller vinceranno il primo titolo ABA nel 1970 sconfiggendo i Los Angeles Stars dopo 6 partite guidati da Brown che concluse la postseason con 28,5 punti a partita, facendo registrare in gara-4 delle Finals una partita da 53 punti, record di punti in una gara di finale ABA, con da 13 rimbalzi e 6 assist, 39 punti in gara-5 e 45 nella decisiva gara-6 con 7 tiri da tre realizzati, record di tiri da tre in una gara di finale ABA.
Brown giocò le gare delle Finals dopo essersi iniettato cortisone per ridurre il dolore al ginocchio a cui si sarebbe dovuto operare al termine della stagione.
Gli venne conferito anche il premio di MVP dei Playoff ABA.
Con l'aggiunta di George McGinnis i Pacers vinceranno altri due titoli nel 1972 e nel 1973 (unica squadra ad essere riuscita due volte di fila) rispettivamente contro i New York Nets di Rick Barry e contro i rivali dei Kentucky Colonels di Artis Gilmore e Dan Issel dopo 7 partite.
Dopo che l'NBA, per paura di perdere la causa, accordò un risarcimento a Connie Hawkins e a Roger Brown permettendo loro anche di poter giocare nella loro lega, mentre Hawkins accettò la proposta di andare a giocare a Phoenix, Brown decise di restare in ABA.
Brown venne scambiato assieme a Mel Daniels e Freddie Lewis ai Memphis Sounds nel 1974, per poi solo dopo 7 partite essere riscambiato con gli Utah Stars che lo tagliarono dopo 39 partite; tornò ai Pacers per giocare le ultime 10 partite della stagione e i playoff per poi ritirarsi a 33 anni.
Il 2 Novembre 1985 gli Indiana Pacers ritirarono la sua maglia numero 35 insieme a quelle dei suoi compagni di squadra Mel Daniels e George McGinnis.
Morì per un cancro il 4 Marzo 1997, pochi mesi dopo sarà inserito tra i 30 migliori giocatori della storia ABA l'ABA All-Time Team, uno dei 7 giocatori votati all'unanimità.

## Statistiche
| † | Denota una stagione in cui ha vinto il titolo ABA |
| * | Primo nella lega                                  |
| * | Record                                            |

### ABA

#### Regular season
| Anno         | Squadra        | PG  | PT | MP   | TC%  | 3P%  | TL%  | RP  | AP  | PRP | SP  | PP   |
| ------------ | -------------- | --- | -- | ---- | ---- | ---- | ---- | --- | --- | --- | --- | ---- |
| 1967-1968    | Indiana Pacers | 76  |    | 39,1 | 42,3 | 25,9 | 75,4 | 8,5 | 4,3 |     |     | 19,6 |
| 1968-1969    | Indiana Pacers | 75  |    | 35,4 | 48,2 | 31,3 | 78,5 | 6,8 | 4,6 |     |     | 21,0 |
| 1969-1970†   | Indiana Pacers | 84* |    | 41,6 | 49,8 | 33,3 | 81,3 | 7,4 | 4,7 |     |     | 23,0 |
| 1970-1971    | Indiana Pacers | 82  |    | 41,0 | 48,2 | 28,3 | 79,5 | 6,9 | 4,8 |     |     | 20,6 |
| 1971-1972†   | Indiana Pacers | 78  |    | 38,3 | 47,8 | 30,8 | 80,5 | 6,4 | 3,9 |     |     | 18,5 |
| 1972-1973†   | Indiana Pacers | 72  |    | 30,2 | 47,4 | 35,6 | 82,2 | 4,8 | 2,8 |     |     | 12,6 |
| 1973-1974    | Indiana Pacers | 82  |    | 30,8 | 45,7 | 36,1 | 77,5 | 4,8 | 2,8 | 0,7 | 0,7 | 11,8 |
| 1974-1975    | Memphis Sounds | 7   |    | 29,9 | 36,6 | 33,3 | 87,5 | 4,4 | 3,0 | 0,4 | 0,7 | 11,7 |
| 1974-1975    | Utah Stars     | 39  |    | 23,8 | 44,7 | 37,5 | 76,6 | 3,0 | 2,1 | 0,9 | 0,4 | 9,2  |
| 1974-1975    | Indiana Pacers | 10  |    | 13,3 | 43,5 | 25,0 | 75,0 | 2,3 | 1,3 | 0,7 | 0,1 | 4,6  |
| Carriera ABA | Carriera ABA   | 605 |    | 35,5 | 46,9 | 32,1 | 79,1 | 6,2 | 3,8 | 0,7 | 0,6 | 17,4 |

#### Massimi in carriera
Regular Season
- Massimo di punti: 46 vs New York Nets (11 marzo 1969)
- Massimo di rimbalzi: 19 vs Kentucky Colonels (22 ottobre 1971)
- Massimo di assist: 14 vs Minnesota Pipers (4 novembre 1968)
- Massimo di palle rubate: 5 vs Spirits of Saint Louis (29 novembre 1974)*
- Massimo di stoppate: 3 vs New York Nets (15 novembre 1974)*

(* tenendo conto dei dati ABA al momento disponibili e che le statistiche di queste categorie vennero registrate sistematicamente solo dalla stagione ABA 1973-1974)

#### Play-off
| Anno         | Squadra        | PG   | PT | MP   | TC%  | 3P%  | TL%  | RP   | AP  | PRP | SP  | PP   |
| ------------ | -------------- | ---- | -- | ---- | ---- | ---- | ---- | ---- | --- | --- | --- | ---- |
| 1968         | Indiana Pacers | 3    |    | 43,0 | 45,6 | 0,0  | 61,9 | 10,3 | 6,7 |     |     | 21,7 |
| 1969         | Indiana Pacers | 17*  |    | 39,3 | 51,4 | 20,0 | 77,4 | 8,4  | 3,4 |     |     | 27,0 |
| 1970†        | Indiana Pacers | 15   |    | 46,2 | 47,5 | 35,3 | 82,4 | 10,1 | 5,6 |     |     | 28,5 |
| 1971         | Indiana Pacers | 11   |    | 43,4 | 45,4 | 30,3 | 78,3 | 7,6  | 4,8 |     |     | 21,8 |
| 1972†        | Indiana Pacers | 20*  |    | 42,3 | 48,6 | 44,1 | 82,2 | 6,1  | 4,1 |     |     | 20,5 |
| 1973†        | Indiana Pacers | 17   |    | 34,4 | 51,3 | 44,8 | 75,5 | 4,4  | 2,4 |     |     | 12,6 |
| 1974         | Indiana Pacers | 13   |    | 34,8 | 44,4 | 33,3 | 81,6 | 5,8  | 3,7 | 0,7 | 0,1 | 14,1 |
| 1975         | Indiana Pacers | 14   |    | 13,0 | 42,3 | 25,0 | 84,2 | 1,9  | 1,5 | 0,3 | 0,6 | 4,4  |
| Carriera ABA | Carriera ABA   | 110* |    | 36,6 | 48,1 | 35,8 | 79,2 | 6,4  | 3,7 | 0,5 | 0,8 | 18,7 |

#### Massimi in carriera
Play-off
- Massimo di punti: 53 vs Los Angeles Stars (19 maggio 1970)
- Massimo di rimbalzi: 16 vs Kentucky Colonels (3 maggio 1970)
- Massimo di assist: 10 vs Pittsburgh Pipers (27 marzo 1968)
- Massimo di palle rubate: 3 vs San Antonio Spurs (17 aprile 1974)*
- Massimo di stoppate: 3 (3 volte)*

(* tenendo conto dei dati ABA al momento disponibili e che le statistiche di queste categorie vennero registrate sistematicamente solo dalla stagione ABA 1973-1974)

## Palmarès
- Campionato ABA: 3 (record condiviso con Mel Daniels, Freddie Lewis e Billy Keller)

Indiana Pacers: 1970, 1972, 1973
- ABA Playoffs Most Valuable Player (1970)
- All-ABA Team: 3

First Team: 1971
Second Team: 1968, 1970
- ABA All-Star Game: 4

1968, 1970, 1971, 1972
- Miglior marcatore di sempre per numero di punti segnati nei Playoff nella storia dell'ABA (2.060) (67° sommando ABA e NBA)
- Decimo miglior marcatore di sempre ABA
- Ventiquattresimo migliore rimbalzista di sempre ABA
- Decimo per numero di assist di sempre ABA
- Giocatore con il maggior numero di partite giocate di sempre nella storia dell'ABA ai playoff: (110)
- Sesto giocatore con il maggior numero di minuti giocati nella storia dell'ABA (21.454)
- Settimo giocatore con il maggior numero di triple messe a segno nella storia dell'ABA (312)
- Quinto migliore giocatore di sempre in ABA per percentuale al tiro da tre punti nei Playoff (.358)
- Ottavo per numero di tiri liberi realizzati nella storia dell'ABA
- ABA All-Time Team